# خالد بن عمر الكاف
خالد عمر الكاف عُيّن خالد عمر الكاف عضوًا منتدبًا ورئيسًا تنفيذيًا لشركة اتحاد اتصالات موبايلي في يوليو 2005، بعد خدمته فـي إدارة مشروع لأقل من 12 شهر في الفترة التحضيرية للانطلاق التي لحقت فوز اتحاد اتصالات بالرخصة الثانية للهاتف المتحرك (GSM) وحصولها على أول رخصة للجيل الثالث المتحرك والتي كلفت الشركة 12.96 مليار ريال سعودي.
وفي عام 2007، كان للكاف دور محوري في حصول الشركة على تمويل إسلامي قدره 10.781 مليار سعودي مسجلاً بذلك رقم قياسي آنذاك كسر رقم قياسي سجلته الشركة في عام 2004 حينما حققت أكبر صفقة تمويل إسلامية قيمتها 8.8125 مليار ريال سعودي، بينما غطيت أسهم موبايلي 51 مرة عند اكتتابها الأولي.
الكاف مواطن إماراتي تخرج من جامعة جورج واشنطن بدرجة بكالوريوس عام 1986. عاد لموطنه لينضم مع مؤسسة الإمارات للاتصالات الرائدة في قطاع الاتصالات في مجلس التعاون الخليجي حيث عمل في قطاع تطوير البرمجيات مع عملاق الاتصالات الفرنسي الكاتل وفوجتسو اليابانية الرائدة في قطاع البنية التحتية للاتصالات، وفي عام 1987انتقل للعمل على أنه مهندس مشروع تطويرالشبكات ضمن قطاع العمليات والصيانة في اتصالات.
وتدرج الكاف حتى أصبح مديرًا عامًا لقطاع خدمات الشبكة حيث لعب دورًا محوريًا في إطلاق شبكة الجيل الثالث في الإمارات العربية المتحدة.
وللكاف الظهور الأبرز دوليًا في قطاع الاتصالات المتنقلة في أوروبا والشرق الأقصى والعالم العربي. وهو عضو في مجموعة خبراء التجوال الدولي التابعة لمنظمة الهاتف المتحرك العالمية.
و في مارس من عام 2009، كان أول رئيس تنفيذي يحصل على جائزة ديل كارنجي للقيادة بينما وصفته محطة العربية بأنه أحد أنجح عشر رؤساء تنفيذيين في المملكة العربية السعودية عام 2007.
تمت اقالة خالد الكاف من شركة موبايلي بسبب خلل محاسبي اعتباراً من تاريخ 24 فبراير 2015 